# 八経ヶ岳
八経ヶ岳（はっきょうがたけ）は紀伊山地の一角として奈良県吉野郡天川村と上北山村の境に位置する山である。標高1,915 mで、奈良県および近畿地方の最高峰である。八剣山（はちけんざん）とも呼ばれるほか、役行者が法華経八巻を埋納したと伝わることから仏経ヶ岳（ぶっきょうがたけ）とも呼ばれる。

## 概要

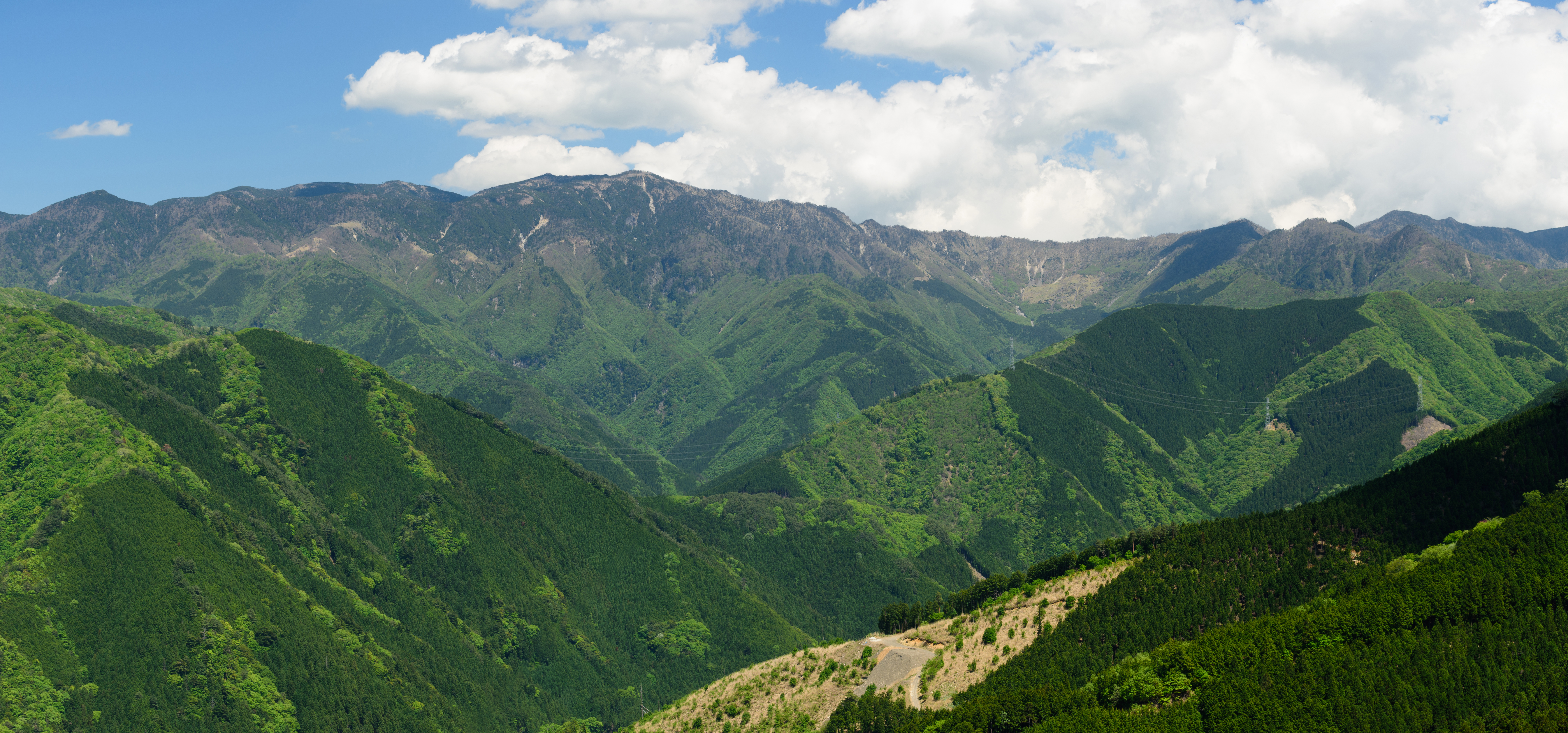
八経ヶ岳と周辺の山容

八経ヶ岳は大峰山脈の主峰であり、北方の弥山（みせん、標高1,895 m）や南方の明星ヶ岳（みょうじょうがたけ、標高1,894 m）といった複数の峰が近接している。山上ヶ岳から連なる山脈全体を指して大峰山と呼ぶ場合もあり、深田久弥の随筆『日本百名山』にも八経ヶ岳山頂が大峰山の最高峰として記述されている。
八経ヶ岳には下記の原始林が国の天然記念物に指定され、ユネスコの世界遺産『紀伊山地の霊場と参詣道』（2004年〈平成16年〉7月登録）に登録されている。
- 仏経嶽原始林（ぶっきょうがたけげんしりん） - シラベ純林およびトウヒ林を含む原始林。1922年（大正11年）10月12日指定[3]。
- オオヤマレンゲ自生地 - 1928年（昭和3年）2月7日指定[4]。

## 登山道
- 大峯奥駈道
- 天川川合道
- 坪ノ内道
- 行者還トンネル西口からの道（最短ルート　公共交通機関はない）
- 弥山川（険路）

## 周辺
- 弥山神社
- 国道309号

## 関連画像

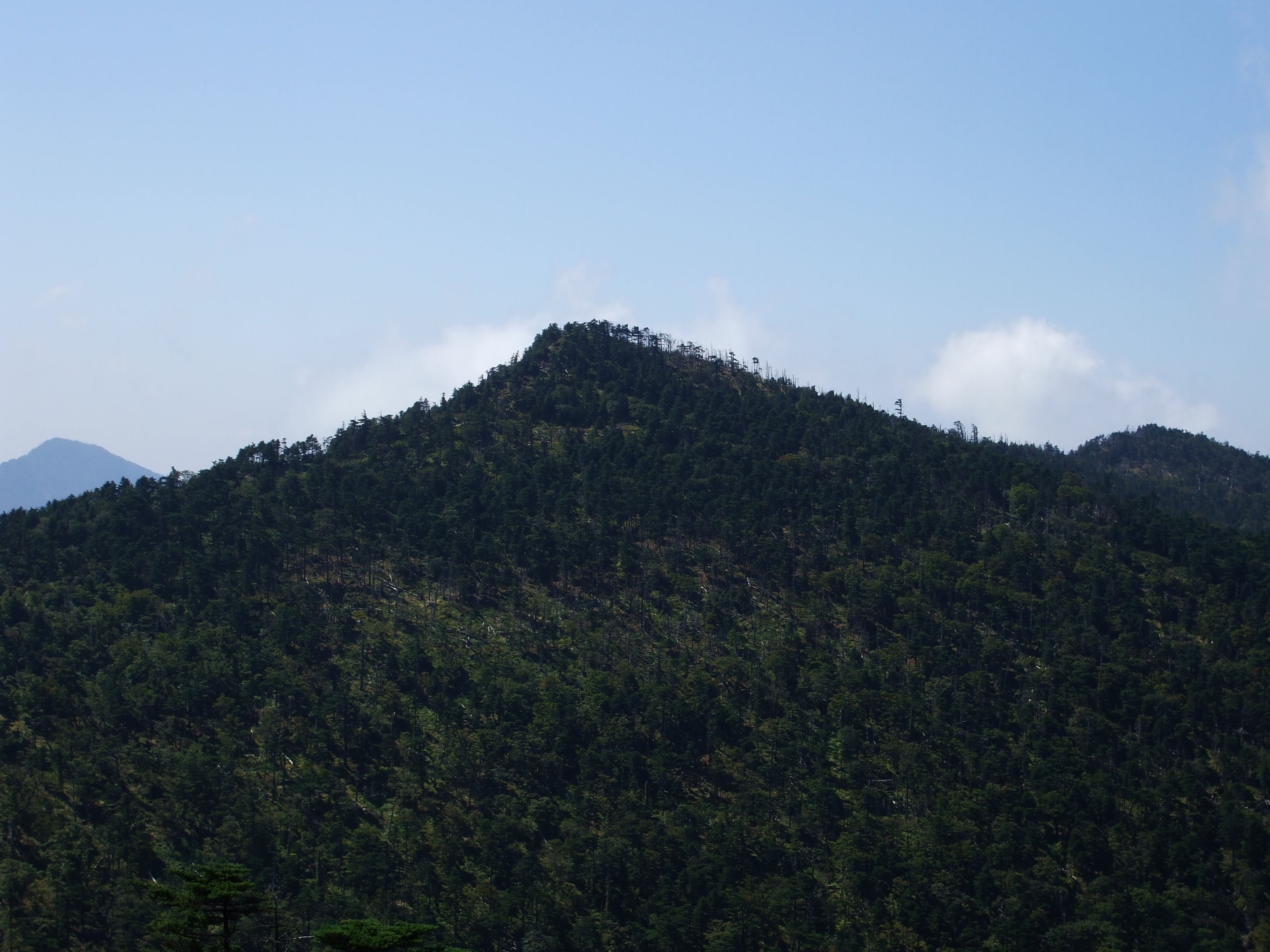
弥山より望む
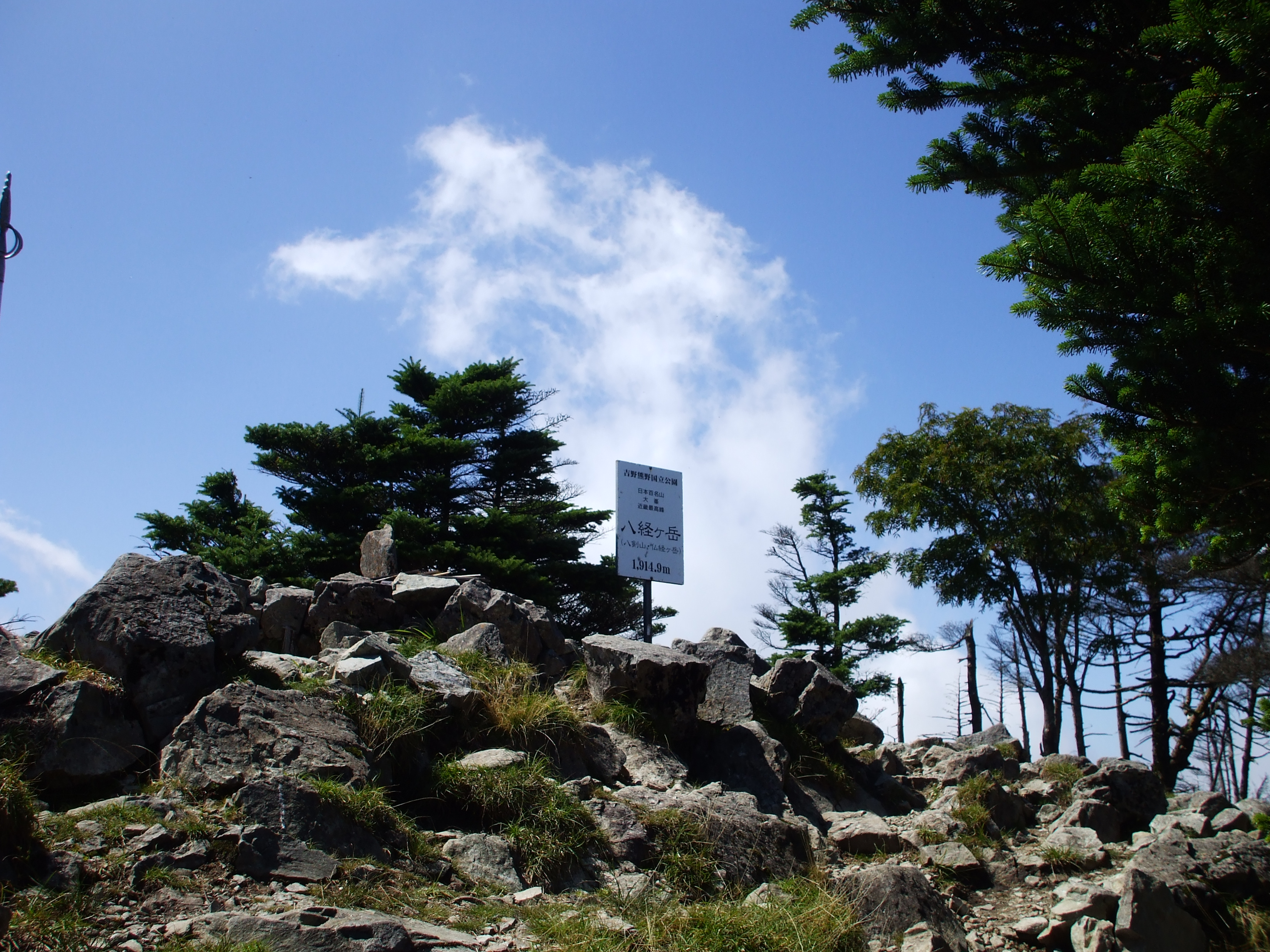
山頂
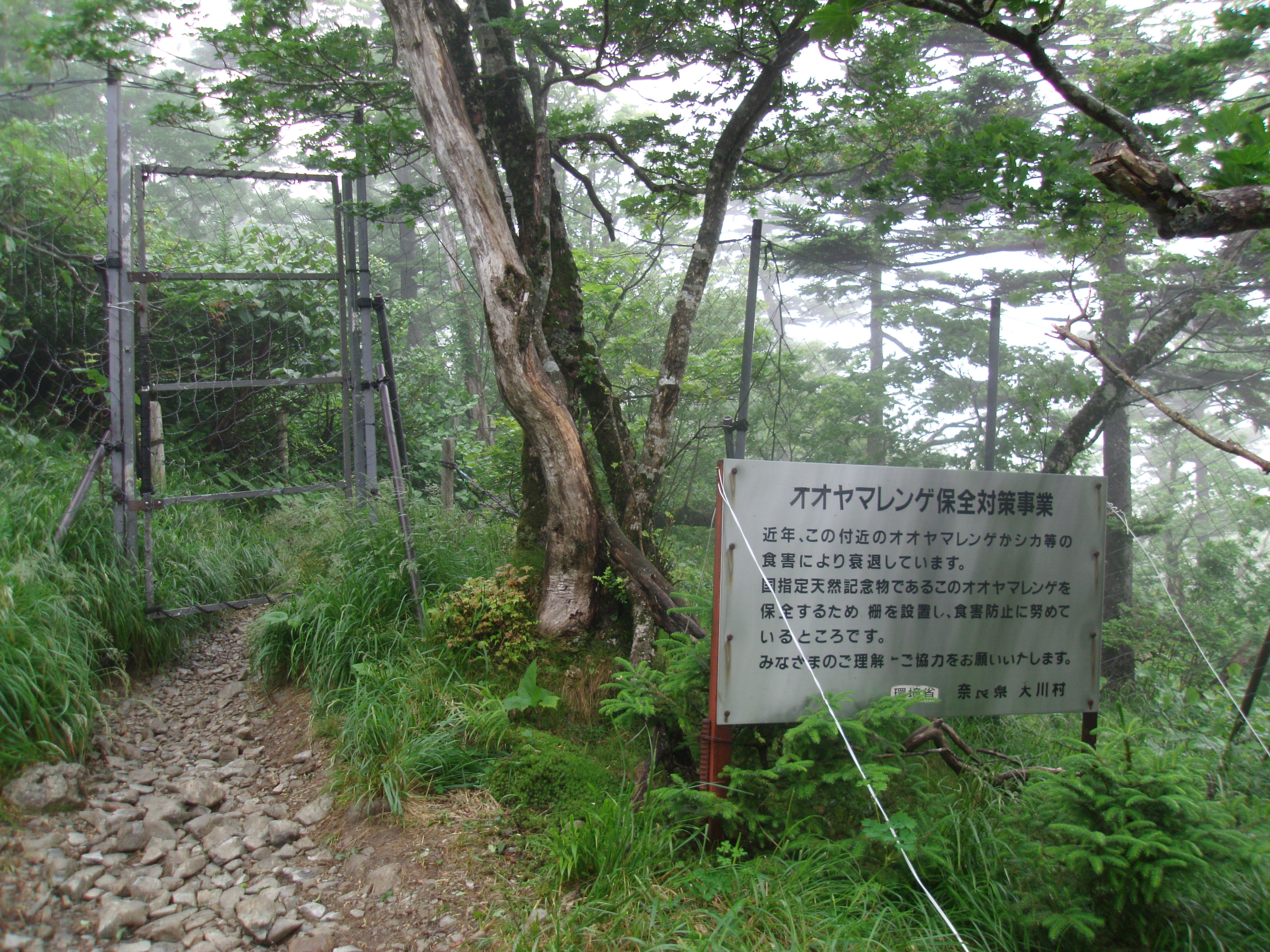
オオヤマレンゲ保護柵